# Dana Zbenghea
Dana Zbenghea (n. 10 august 1989) este o fostă gimnastă română, fostă componentă a Lotului de gimnastică feminină a României. 